# Distrito de Miguel Iglesias
El Distrito peruano de Miguel Iglesias es uno de los doce que conforman la Provincia de Celendín, ubicada en el Departamento de Cajamarca, bajo la administración del Gobierno regional de Cajamarca, en el norte del Perú.

## Historia
El distrito fue creado mediante Ley 9818 del 21 de septiembre de 1943, en el gobierno del presidente Manuel Prado Ugarteche.
Fue el primer Alcalde Julio Justo Vásquez Fernández.

## Población
El Distrito tiene 3000 habitantes aproximadamente.

## Capital
La capital del distrito Miguel Iglesias es el poblado de Chalán.

### Municipales
- 2019 - 2022[2]
  - Alcalde: Samuel Manosalva Díaz, de Alianza para el Progreso.
  - Regidores:

  1. Ever Pereyra Chávez (Alianza para el Progreso)
  2. Ernesto Rodríguez Ramírez (Alianza para el Progreso)
  3. Euler Solano Gálvez (Alianza para el Progreso)
  4. Juliana Bautista Cubas (Alianza para el Progreso)
  5. Roberto Guevara Estela (Partido Democrático Somos Perú)

Alcaldes anteriores
- 2011-2014: Aurelio Guevara Lozano, del Partido Perú Posible (PP).
- 2007-2010: Flavio Ediver Dávila Guevara.